# Debry
Debry este o arie protejată (sit de importanță comunitară — SCI) din Polonia întinsă pe o suprafață de 179,46 ha, integral pe uscat.

## Localizare
Centrul sitului Debry este situat la coordonatele 50°33′18″N 23°06′54″E / 50.555°N 23.1151°E.

## Înființare
Situl Debry a fost declarat sit de importanță comunitară în aprilie 2004 pentru a proteja un număr necunoscut de specii din flora spontană și fauna sălbatică aflate în arealul zonei.

## Biodiversitate
Situată în ecoregiunea continentală, aria protejată conține 2 habitate naturale: Păduri de fag Asperulo-Fagetum, Păduri de brad Holy Cross (Abietetum polonicum).
La baza desemnării sitului se află un număr nedeclarat de specii protejate.